# Єдін Олександр Йосипович
Єдін Олександр Йосипович (нар. 17 травня 1960, село Топільниця, Старосамбірський район, Львівська область) — народний депутат України, член Партії регіонів. Народний депутат 3-7 скликання.

## Особисте життя
Народився 17 травня 1960 в селі Топільниця на Стросамбірщині в родині Йосипа Івановича та Людмили Василівни Єдіних. Одружений — дружина Ірина Анатоліївна (1966) та двійко дітей — син Денис (1987) і дочка Дарина (1989).

## Освіта
1982 р. — Київський національний університет імені Тараса Шевченка, романо-германський факультет, перекладач-референт, викладач іноземних мов.
1995 р. — Вища банківська школа Міжнародного центру ринкових відносин та підприємництва, економіст, менеджер банківської справи;
2002 р. — кандидатська дисертація «Економічні та організаційні засади транспортного забезпечення зовнішньоторговельних зв'язків України» (інститут проблем ринку та економіко-екол. досліджень НАНУ, .

## Трудова діяльність
1982–1983 рр. — військова служба, в/ч 48402, м. Мари, Туркестан.
1983–1985 рр. — перекладач, в/ч 44708, м. Мапуту, Республіка Мозамбік. Виконував бойові вильоти на АН-12 над територією Мозамбіку, Анголи та Афганістану (бойовий наліт понад 1500 год.).
1986–1988 рр. — секретар комітету комсомолу, викладач іноземних мови, ПТУ № 34, м. Київ.
1988–1991 рр. — інструктор, завідувач сектору Київського міськкому ЛКСМУ.
1991–1993 рр. — директор ТОВ «Інтер-контакт», м. Київ.
З 1993 рр. — президент АТЗТ «Інтер-контакт».
1994 р. — співзасновник Асоціації міжнародних експедиторів України (АМЕУ).
1997 р. — ініціатор вступу до Асоціації міжнародних перевізників і експедиторів (FIATA).
З червня 1999 р. — травень 2000 р. — Був секретарем з міжнародних відносин, член політвиконкому Трудової партії України.
З травня 2000 р. — член політвиконкому партії «Трудова Україна».

## Депутатська діяльність
Народний депутат України 3-го скликання з березня 1998 до квітня 2002, виборчій округ № 102, Кіровоградська область. З'явилось 74.5 %, «за» 52.3 %, 13 суперників. На час виборів: президент АТЗТ «Інтер-контакт». Член фракції НДП (травень 1998 — квітень 1999), член групи «Трудова Україна» (з квітня 1999). Голова підкомітету з питань залізничного та авіаційного транспорту Комітету з питань будівництва, транспорту і зв'язку (з липня 1998).
Народний депутат України 4-го скликання з квітня 2002 до квітня 2006, виборчій округ № 103, Кіровоградська область, висунутий Блоком «За єдину Україну!». «За» 40.45 %, 13 суперників. На час виборів: народний депутат України, член Політичної партії «Трудова Україна». Член фракції «Єдина Україна» (травень — червень 2002), член фракції партій ППУ та «Трудова Україна» (червень 2002 — квітень 2004), член фракції політичної партії «Трудова Україна» (квітень — грудень 2004), уповноважений представник фракції партії «Єдина Україна» (грудень 2004 — лютий 2006), член фракції Блоку Юлії Тимошенко (з лютого 2006). Голова підкомітету з питань зв'язку, телекомунікацій та інформатизації комітету з питань будівництва, транспорту, житлово-комунального господарства і зв'язку (з червня 2002).
Народний депутат України 5-го скликання з квітня 2006 до листопада 2007 від Блоку Юлії Тимошенко, № 68 в списку. На час виборів: народний депутат України, безпартійний. Член фракції «Блоку Юлії Тимошенко» (з травня 2006). Член Комітету з питань транспорту і зв'язку (з липня 2006).
Народний депутат України 6-го скликання з листопада 2007 від Партії регіонів, № 120 в списку. На час виборів: народний депутат України, член ПР.
5 червня 2012 з картки Олександра Єдіна подано голос за проєкт Закону України «Про засади державної мовної політики», який посилює статус російської мови, при цьому сам Єдін того дня не був присутній у сесійній залі. Загалом відзначався прогульництвом засідань.
Народний депутат України 7-го скликання з грудня 2012 р. від Партії регіонів. Одномандатний виборчий округ № 102, Кіровоградська область. Здобув перемогу набравши 29,10 % голосів виборців.
Фігурував в антикорупційних розслідуваннях пов'язаних з тендерними махінаціями.

## Нагороди
1985 р. — Почесна грамота Головного військового радника в Республіки Мозамбік.
1999 р. — Орден «За заслуги» III ступеня.
2002 р. — Почесна грамота КМ України.

## Інше
Знання мов
Володіє англійською, іспанською, португальською та італійською мовами.